# Lodovico De Filippis
Lodovico De Filippis, in alcuni casi scritto anche Ludovico (Ancona, 22 dicembre 1915 – Palazzolo sull'Oglio, 12 marzo 1985), è stato un calciatore e allenatore di calcio italiano, di ruolo attaccante.
Giocava da ala destra.

## Carriera
Ha disputato 8 campionati di Serie A (più l'anomalo campionato 1945-1946) con le maglie di Bologna, Juventus, Venezia (in prestito dai bianconeri) e Triestina e Brescia, totalizzando 187 presenze e 33 reti. Si è aggiudicato uno scudetto nella stagione 1936-1937 con la maglia del Bologna, sia pur con 4 sole presenze all'attivo, e una Coppa Italia, nella stagione 1937-1938, realizzando una rete nell'andata della doppia finale contro il Torino.
Ha disputato inoltre due campionati di Serie B con Brescia e Pro Sesto, con 58 presenze e 16 reti.

## Palmarès

### Club

#### Competizioni nazionali
- Campionato italiano: 1

Bologna: 1936-1937
- Coppa Italia: 1

Juventus: 1937-1938